# تشورزق
تشورزق (بالفارسية: چورزق) هي مدينة تقع في إيران في Chavarzaq District. يقدر عدد سكانها بـ 1,343 نسمة .